# Колдстрим, Уильям
Сэр Уильям Мэнзис Колдстрим (англ. William Coldstream, род. 28 февраля 1908 г. Нортамберленд — ум. 18 февраля 1987 г. Лондон) — английский художник-реалист и педагог.
Изучал живопись в лондонской Школе изящных искусств Слейд. В 1937 году Колдстрим, вместе с Грэмом Беллом, Виктором Пасмором и несколькими другими художниками создаёт группу Эйстон Роуд Скул (Euston Road Shool), просуществовавшую до 1939 года. В годы Второй мировой войны Колдстрим сперва служил в артиллерии, но с 1943 был в группе «военных художников»; проходил службу в Египте и в Италии.
В ноябре 1945 года Колдстрим получает приглашение в Камберуэльскую школу искусств, с 1949 года он возглавляет в звании профессора изящных искусств Школу Слейд. Под руководством У. Колдстрима школа добилась широкой международной известности. С 1964 по 1971 год он руководит Британским институтом кинематографии (ещё в 1930-е годы Колдстрим работал вместе с Джоном Грирсоном, создателем британского и канадского документального кино).
В 1975 году У. Колдстрим покидает Школу Слейд, с 1984 по состоянию здоровья более не пишет картин. В 1952 году художнику было присвоено звание командора ордена Британской империи.
У. Колдстрим был женат на художнице Нэнси Шарп.
Полотна У. Колдстрима можно увидеть в лондонской галерее Тейт.